# Xã Lacon, Quận Marshall, Illinois
Xã Lacon (tiếng Anh: Lacon Township) là một xã thuộc quận Marshall, tiểu bang Illinois, Hoa Kỳ. Năm 2010, dân số của xã này là 2.501 người.